# Evoplosoma
Genre
Evoplosoma est un genre d'étoiles de mer qui appartient à la famille des Goniasteridae.

## Description
Ce sont pour la plupart des étoiles d'eau profonde, qui se nourrissent de coraux abyssaux.

## Liste d'espèces
Selon World Register of Marine Species (14 avril 2020) :
- Evoplosoma augusti Koehler, 1909
- Evoplosoma claguei Mah, Nizinski & Lundsten, 2010
- Evoplosoma forcipifera Fisher, 1906
- Evoplosoma nizinskiae Mah, 2020
- Evoplosoma nuku Mah, 2022
- Evoplosoma scorpio Downey, 1981
- Evoplosoma tasmanica (McKnight, 2006)
- Evoplosoma timorensis Aziz & Jangoux, 1985
- Evoplosoma virgo Downey, 1982
- Evoplosoma voratus Mah, Nizinski & Lundsten, 2010
- Evoplosoma watlingi Mah, 2015

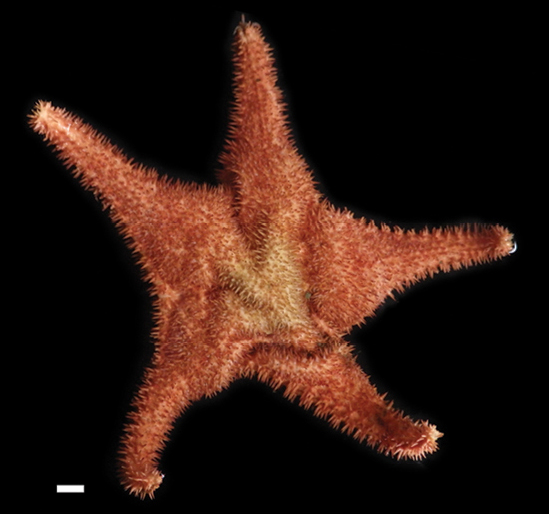
Evoplosoma claguei.
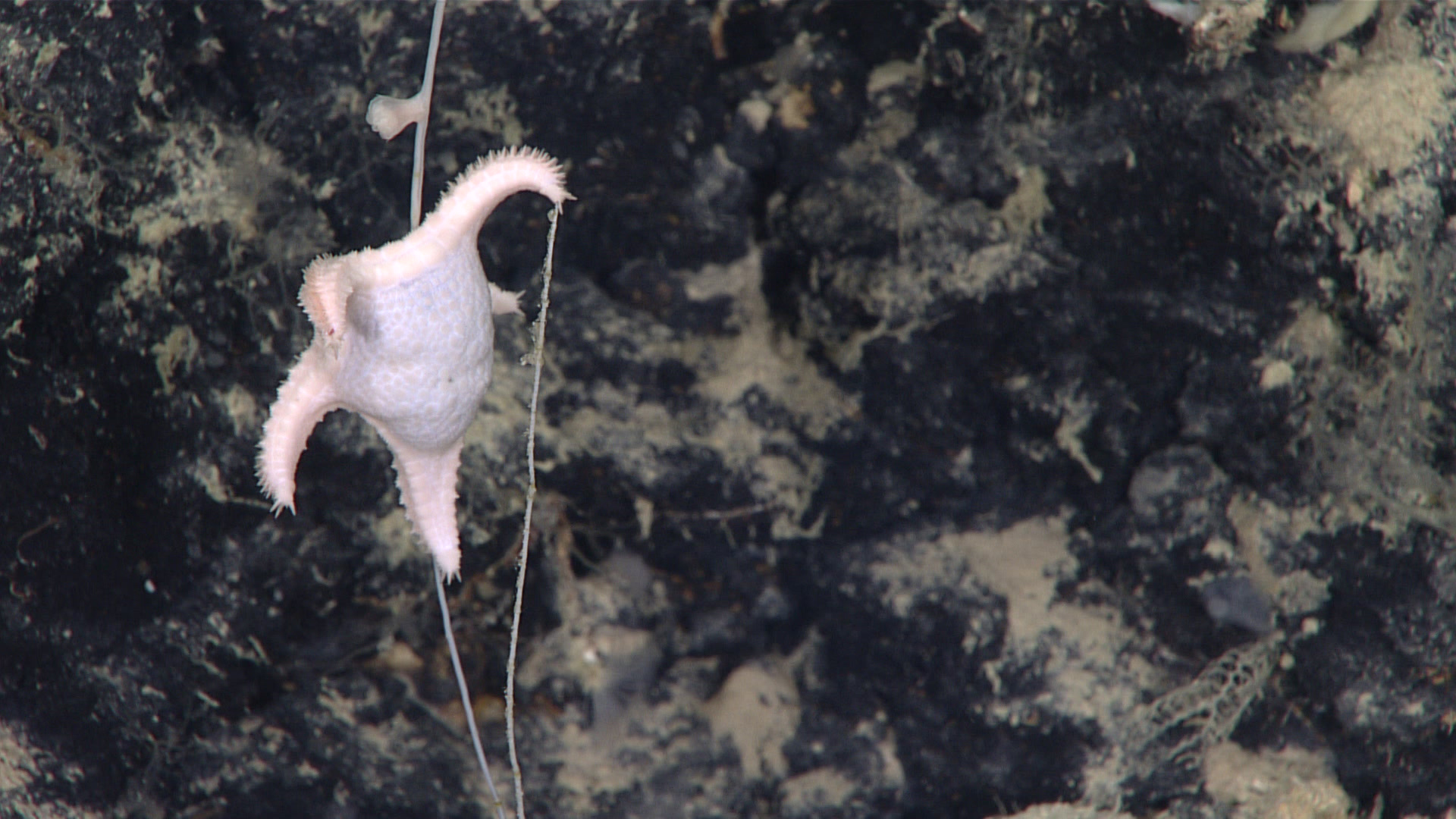
Evoplosoma nizinskiae en train de se nourrir d'une colonie de corail abyssal.
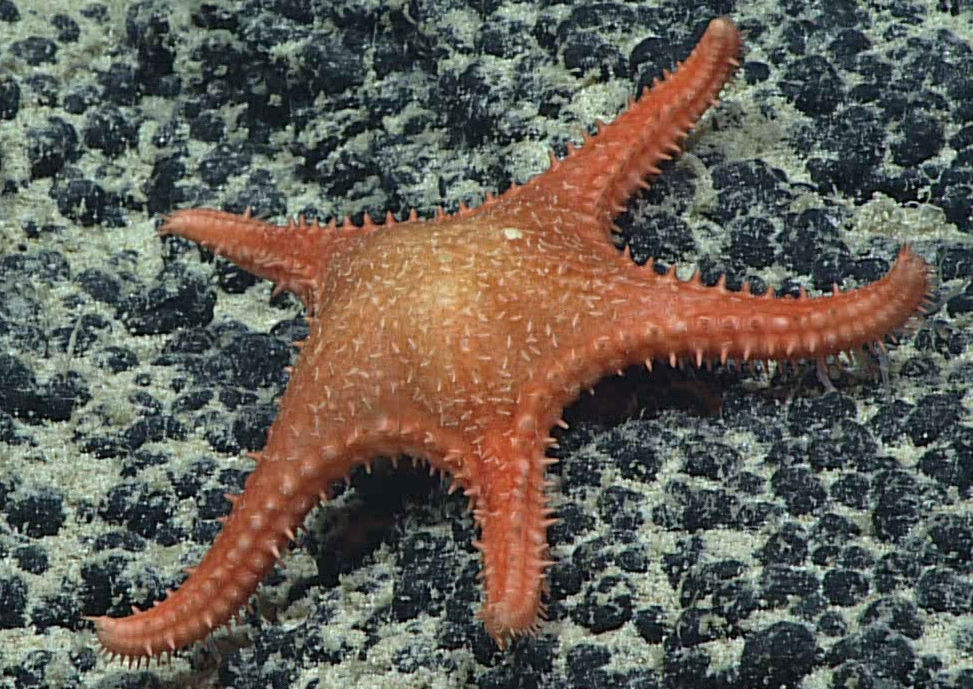
Evoplosoma nuku
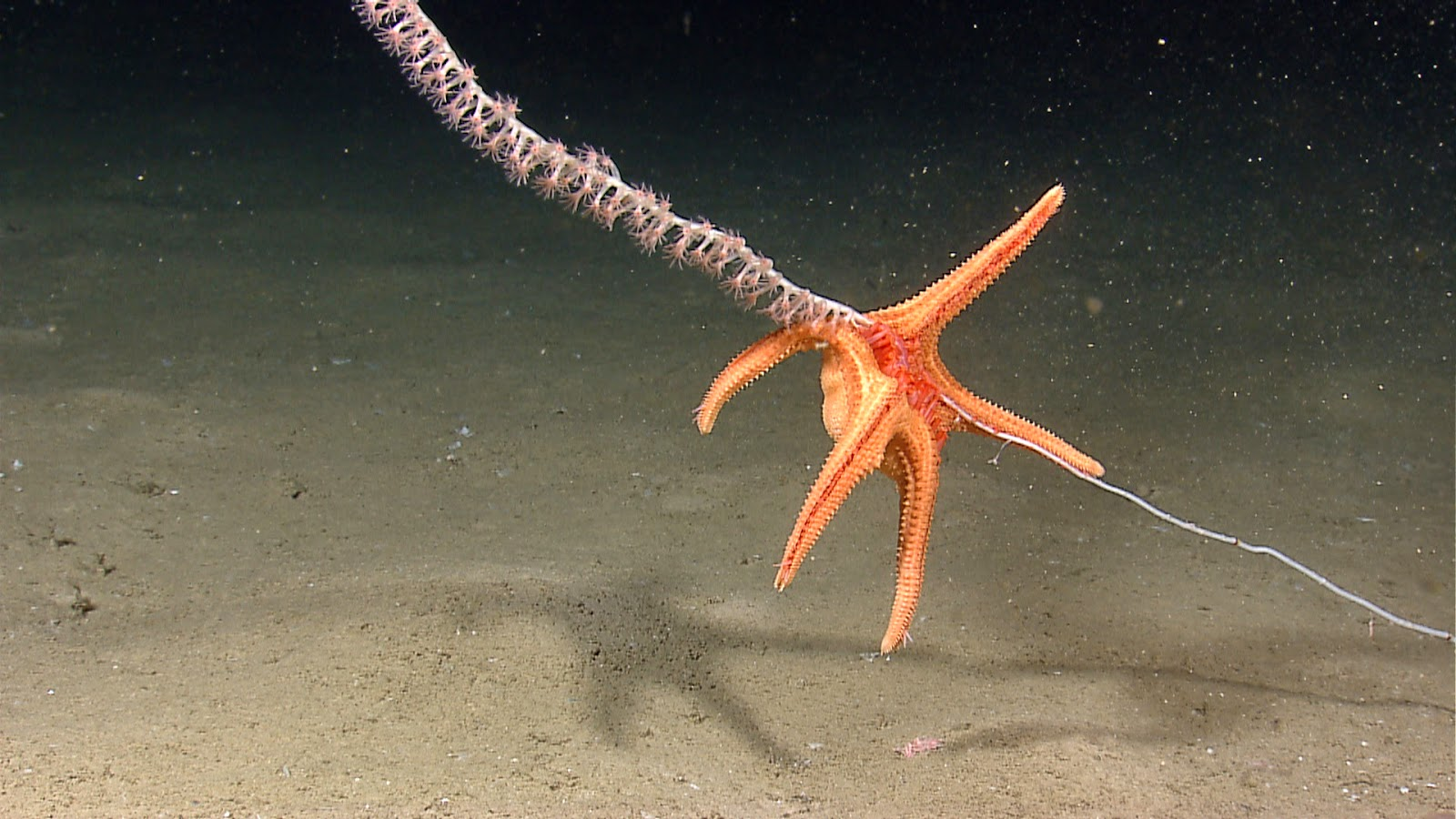
Evoplosoma watlingi en train de se nourrir d'une colonie de corail abyssal.
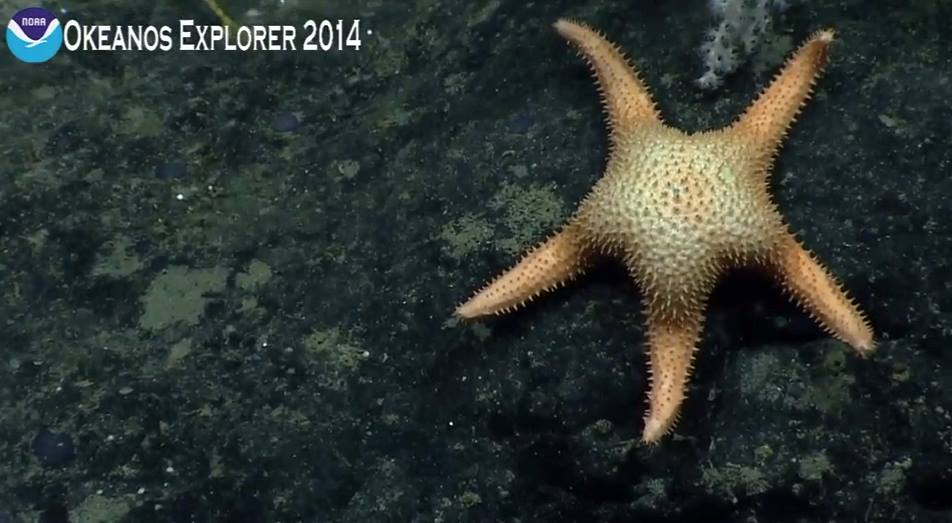
Evoplosoma sp.